# 4442-es mellékút (Magyarország)
A 4442-es számú mellékút egy bő 15 kilométer hosszú, négy számjegyű mellékút Békés vármegyében; Magyardombegyház és Battonya összekapcsolását szolgálja, előbbinek egyben a főutcája is.

## Nyomvonala
Magyardombegyház lakott területétől bő fél kilométerre keletre ágazik ki a 4439-es útból, annak a 22,650-es kilométerszelvénye közelében, nyugati irányba. Mintegy 600 méter után éri el a község legkeletibb házait, melyek között a Nagy utca nevet veszi fel, és a korábbihoz képest egy kicsivel északabbi irányt vesz. Így húzódik végig a községen, melynek belterületét 2,4 kilométer megtétele után hagyja el. Kevéssel a 3. kilométere előtt elhalad egy majorsági központ mellett, onnantól szilárd burkolat nélküli mezőgazdasági úttá válik, és jó pár kilométeren át úgy folytatódik.
3,8 kilométer után Magyardombegyház, Battonya és Kunágota hármashatára mellett halad el, innét majdnem pontosan egy kilométeren át e két utóbbi település határvonalát kíséri. 4,8 kilométer után délnek fordul és ezzel teljesen battonyai területre ér. 13,7 kilométer után lép be a település belterületére, ott előbb Hársfa utca, majd Dózsa György utca lesz a neve; így ér véget, belecsatlakozva a 4444-es útba, annak 49,600-as kilométerszelvényénél.
Teljes hossza, az országos közutak térképes nyilvántartását szolgáló kira.gov.hu adatbázisa szerint 15,360 kilométer.

## Települések az út mentén
- Magyardombegyház
- (Kunágota)
- Battonya